# Coeymans (New York)
Coeymans est une cité (city) située au sud-est du comté d'Albany, dans l' État de New York, aux États-Unis,. En 2020, elle comptait une population de 7 256 habitants. La ville est fondée en 1639 et incorporée en 1791.

## Démographie
Lors du recensement de 2020, la ville comptait une population de 7 256 habitants.